# دايسوكي هوريوتشي
دايسوكي هوريوتشي (باليابانية: 堀内 大輔) (21 أبريل 1985 في ياماغاتا في اليابان – )؛ هو لاعب كرة قدم سابق كان يلعب كمهاجم.